# Solenopsis metatarsalis
Solenopsis metatarsalis é uma espécie de formiga do gênero Solenopsis, pertencente à subfamília Myrmicinae.